# Minamoto no Yukiie
Minamoto no Yukiie (源行家?) (muerto en 1186) era el hermano de Minamoto no Yoshitomo, y uno de los comandantes de las fuerzas del clan Minamoto en las Guerras Genpei al final del período Heian de la historia de Japón.
En 1181, fue derrotado en la Batalla de Sunomatagawa por Taira no Tomomori; huyó, y trató de resistir destruyendo el puente sobre el Yahagi-gawa, y formando un muro de escudos. Sus fuerzas fueron derrotadas una vez más en la Batalla de Yahagigawa, pero la persecución fue cancelada cuando Tomomori cayó enfermo.
Por un tiempo, Yukiie conspiró con Minamoto no Yoshinaka contra Yoritomo, jefe del clan. Sin embargo, cuando Yoshinaka sugirió el secuestro del Emperador Go-Shirakawa, Yukiie le traicionó, revelando su plan al emperador Go-Shirakawa, quien a su vez reveló a Yoritomo el plan. Yukiie fue decapitado en 1186 por cargos de alta traición.